# Movimento Islâmico (Nigéria)
O Movimento Islâmico na Nigéria é uma organização política e religiosa, com sede na região norte do país. Tanto xiitas quanto sunitas participam do movimento.
O Movimento Islâmico é dirigido por Ibraheem Zakzaky, um religioso xiita.